# دویتس آگ

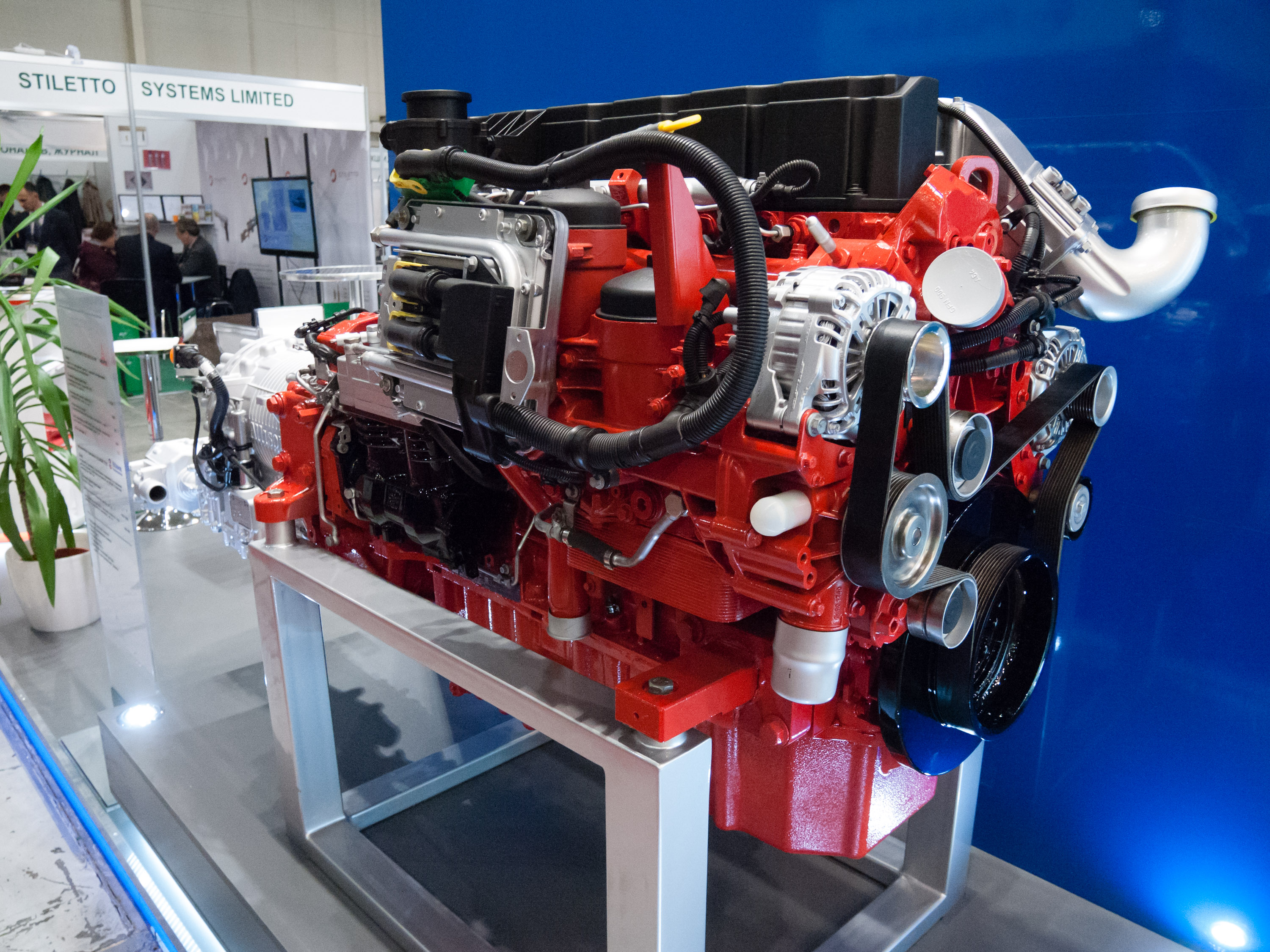
دویتس TCD L6 4V

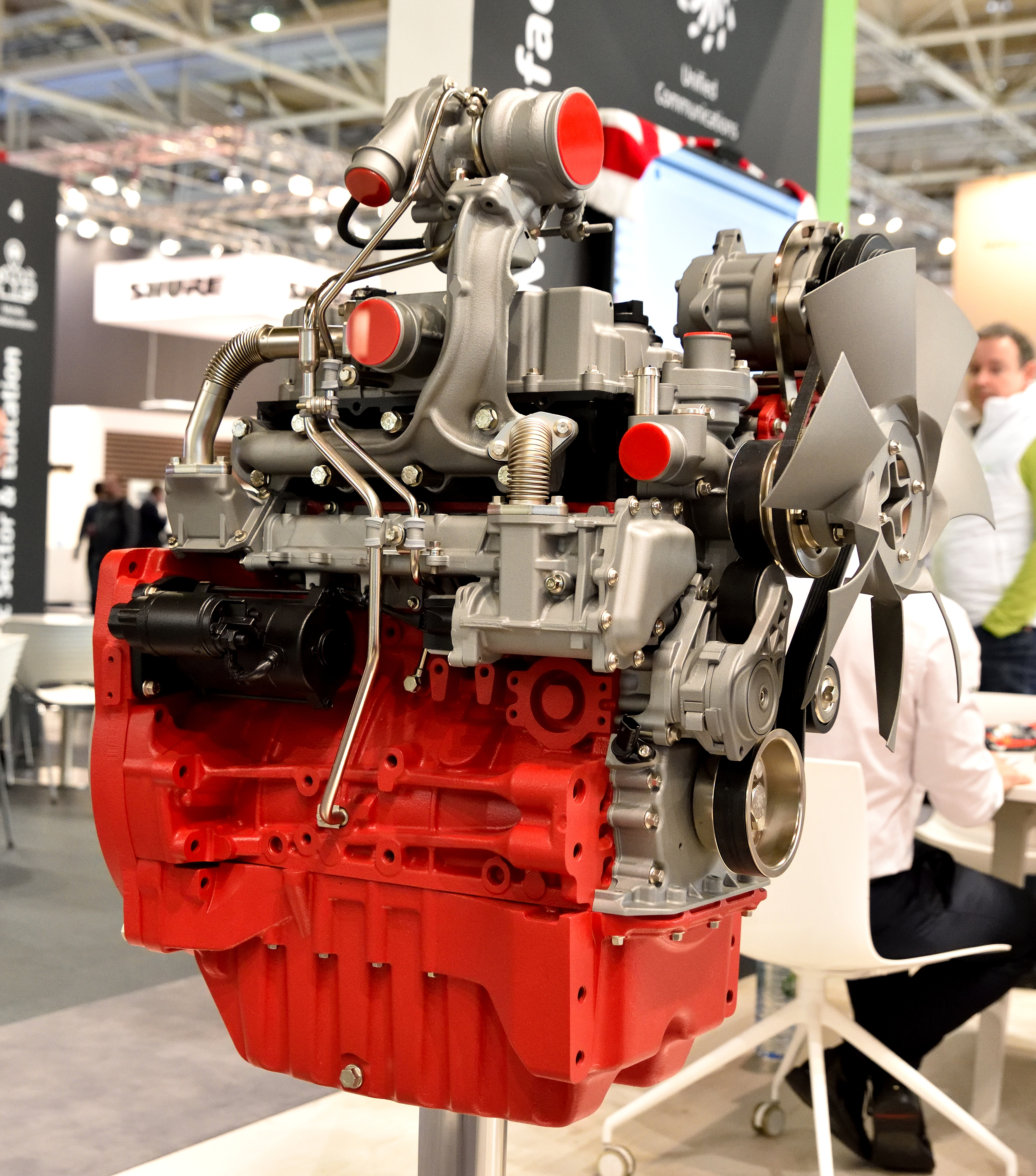
دویتس TCD 2,9 L4

دویتس آگ (به آلمانی: Deutz AG) یک شرکت آلمانی است که در زمینه طراحی، توسعهٔ فناوری و تولید موتورهای درون‌سوز تا ۶۰۰ اسب‌بخار فعالیت می‌کند. این شرکت در سال ۱۸۶۴ میلادی توسط نیکلاوس اتو در کلن بنیان‌نهاده شد.